# (19970) Johannpeter
(19970) Johannpeter ist ein Asteroid des Hauptgürtels, der am 8. September 1988 vom deutschen Astronomen Freimut Börngen an der Thüringer Landessternwarte Tautenburg (IAU-Code 033) in Tautenburg in Thüringen entdeckt wurde.
Der Asteroid gehört zur Nysa-Gruppe, einer nach (44) Nysa benannten Gruppe von Asteroiden (auch Hertha-Familie genannt nach (135) Hertha).
Der Himmelskörper wurde am 3. März 2001 nach dem deutschen Schriftsteller, evangelischen Geistlichen und Lehrer Johann Peter Hebel (1760–1826) benannt, der aufgrund seines Gedichtbands Allemannische Gedichte gemeinhin als Pionier der alemannischen Mundartliteratur gilt.